# Eisenhammer

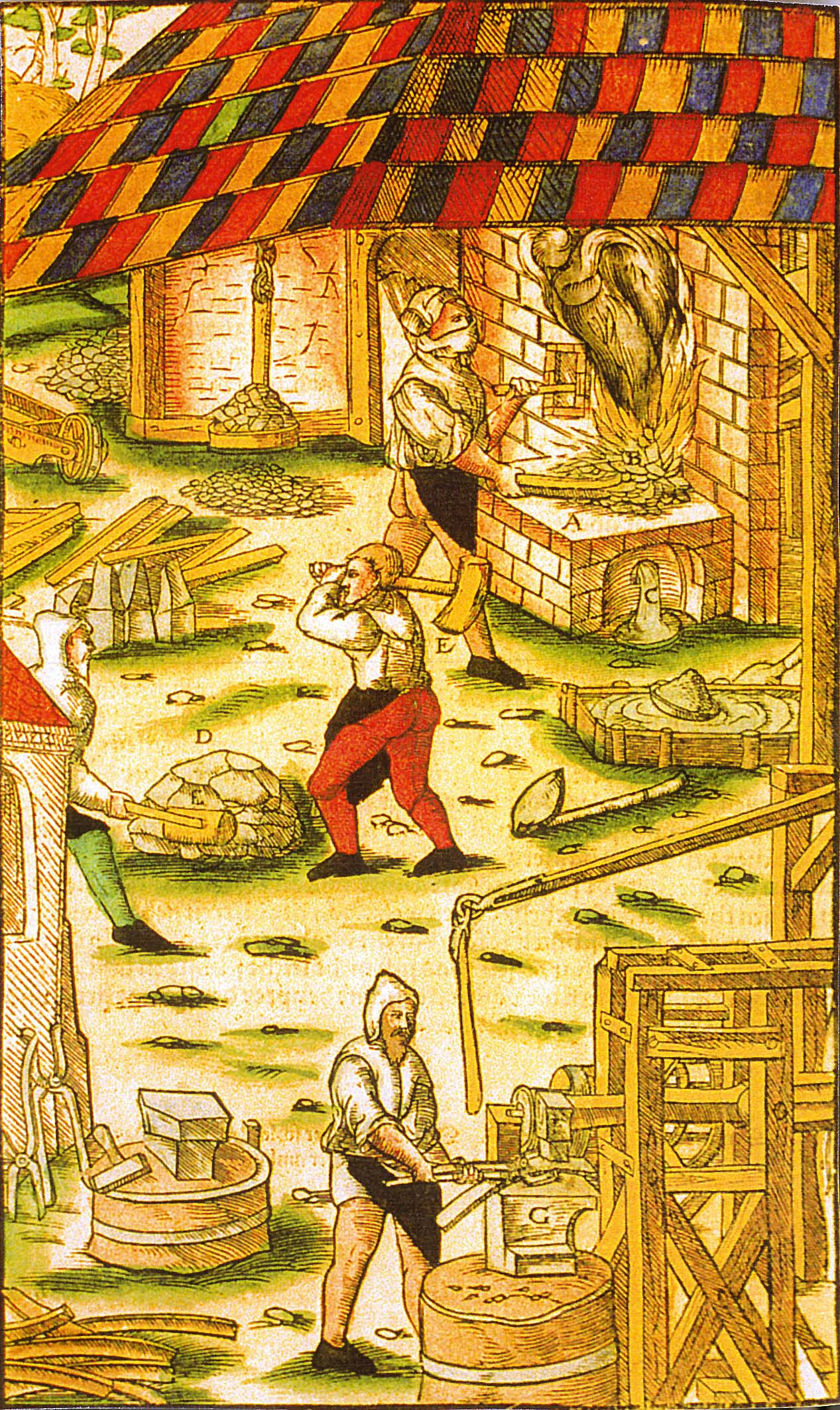
Eisenhammer: Im Hintergrund sieht man den Rennofen, davor wird eine Luppe grob von Schlackeresten befreit. Ganz im Vordergrund geschieht das Ausschmieden der Luppe unter dem Hammer (Quelle: Agricola, Georgius (1556): De re metallica libri XII. – Basel.)

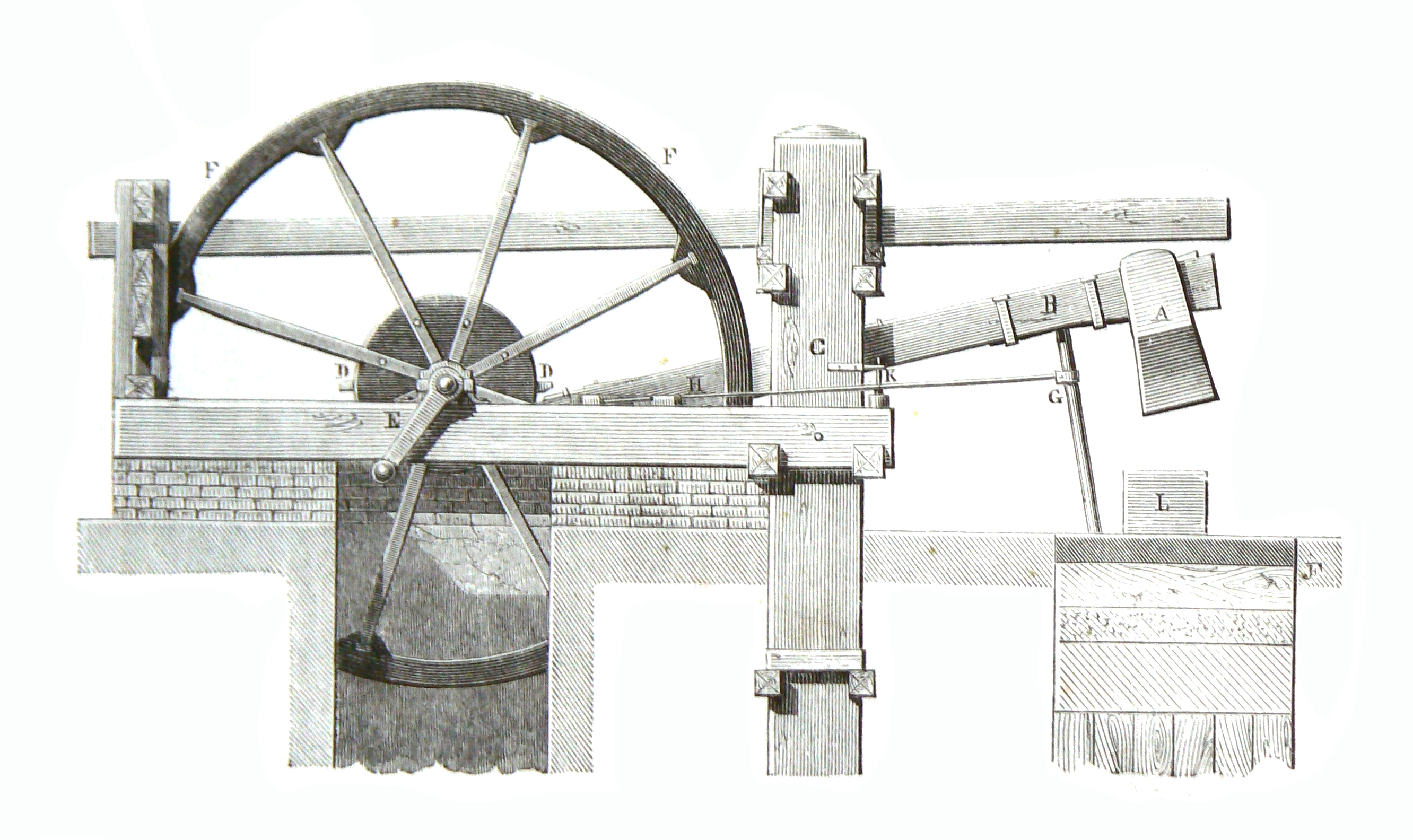
Wasserbetriebener Hammer. Zeichnung aus Cours de mécanique (1868) von Charles Delaunay

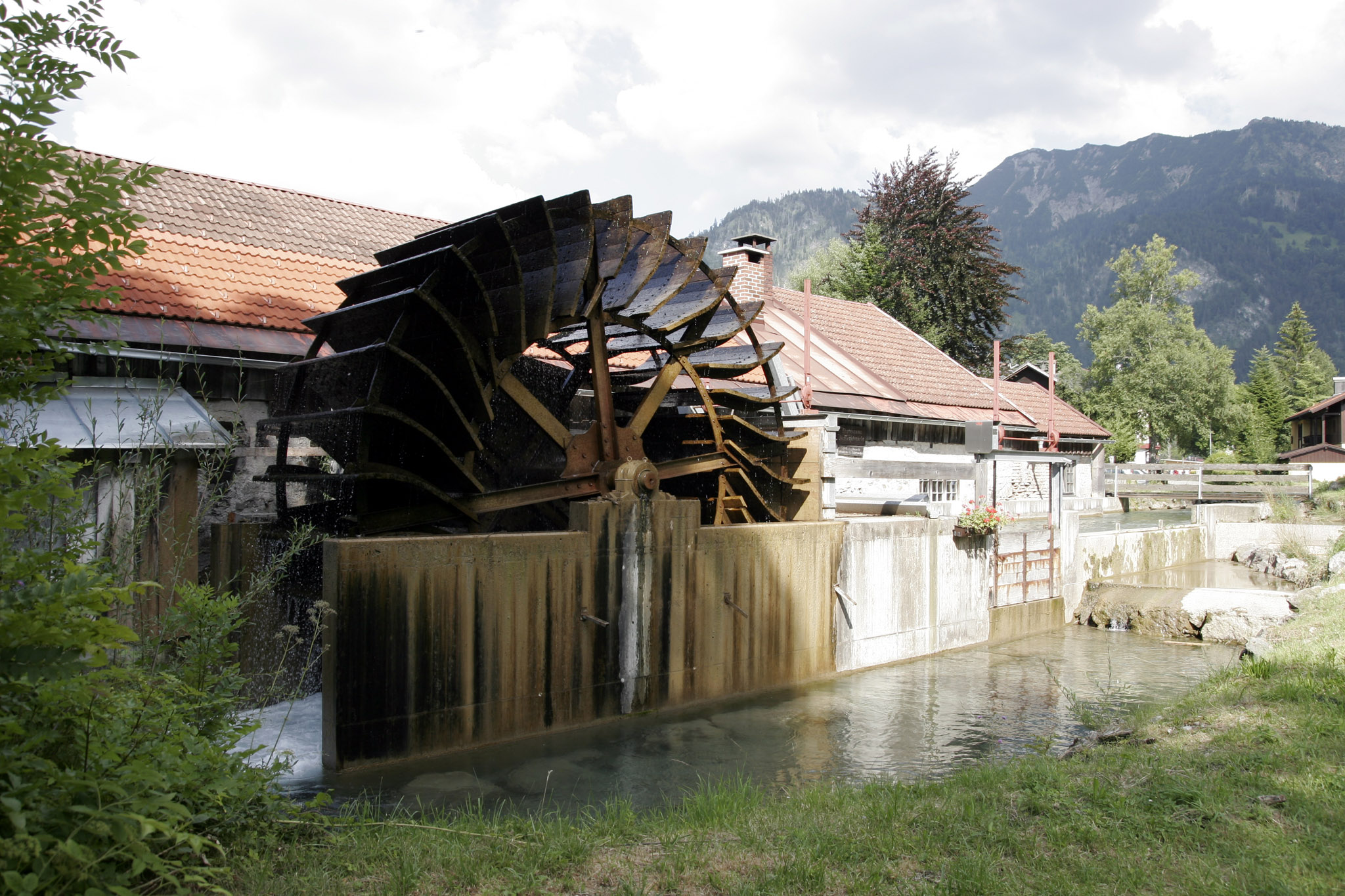
Eine Hammerschmiede in Bad Hindelang

Ein Eisenhammer oder eine Hammerschmiede ist ein Handwerksbetrieb zur Herstellung von Schmiedeeisen als Halbzeug und daraus gefertigten Gebrauchsgütern aus der Zeit vor der Industrialisierung. Das namensgebende Merkmal dieser Hammerschmieden war der mit Wasserkraft angetriebene Schwanzhammer. Das Anheben des Hammers übernahm eine Welle, auf der radiale „Daumen“ (siehe auch Nockenwelle) befestigt waren, die das Ende des Hammerstiels periodisch hinunterdrückten und somit den Hammerkopf anhoben. Beim Anheben und Niederfallen bewegte sich Letzterer in einer Kreislinie. Die Hammerbahn wurde zur langen Nutzung verstählt.

## Hammerwerke

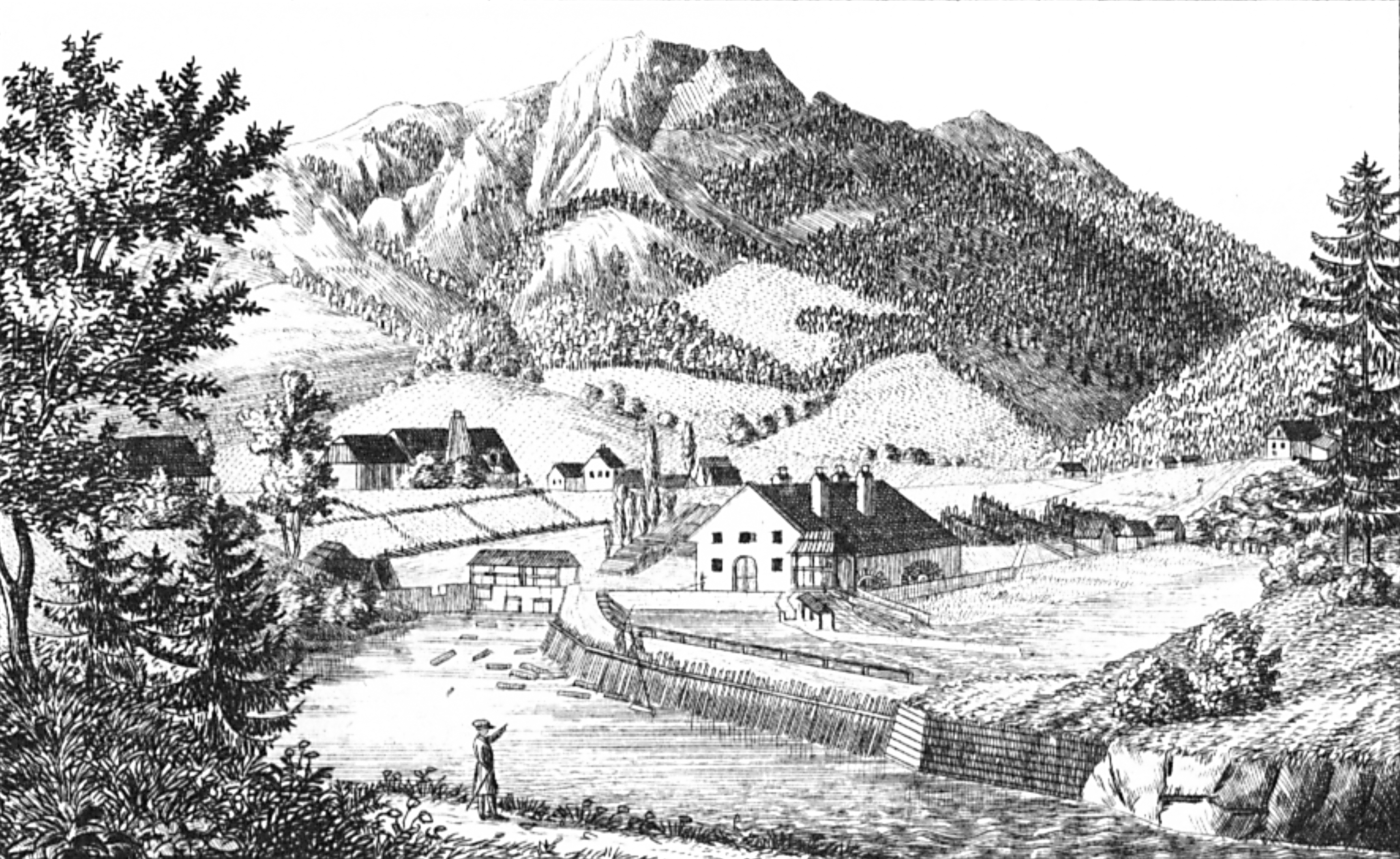
Innere Krampen, Hammerwerk, Lith. um 1830, J.F.Kaiser, Graz

Anfangs hatte man das Erz in Werken, die nur durch Muskelkraft (in sogenannten Trethütten oder fabricae pedales) bewegt wurden, verarbeitet. Diese Hütten standen nicht an Flussläufen, sondern in der Nähe der Eisenerzlager, und zwar meist an den Abhängen von Bergen. Mit der Einführung der durch Wasserkraft betriebenen Schmiedehämmer und Blasbälge im 14. Jahrhundert wurden die Hammerwerke an Flüssen und Bächen gegründet.
Im 19. Jahrhundert wurden die Werke durch Dampfkraft betrieben; diese Neuerung setzte sich durch, als die zu bearbeitenden Werkstücke mit der Zeit immer größer wurden und nur noch schwierig von Hand zu bearbeiten waren.
Das zu verarbeitende Erz wurde bereits unter Tage vorgereinigt. Es musste dann zuerst geröstet und auf Nussgröße zerkleinert werden. Bevor das Zerkleinern durch Maschinen geschah, wurde das Erz in Handarbeit zerkleinert. Die Erzbrocken wurden dann auf „Klaubtischen“ ausgelesen und nochmals in einem Waschvorgang von lehmigen Anteilen gereinigt.
Die Eisenhämmer verhütteten Eisenerz mit Holzkohle (bisweilen auch mit Torf) in so genannten Rennherden (Georgius Agricola 1556, auch „Rennfeuer“ oder „Rennofen“: vom „Rinnen“ der Schlacke bzw. „Zerenn-“oder „Zrennherd“ vom Zerrinnen genannt). In diesen Schmelzöfen, die mit ebenfalls durch Wasserkraft betriebenen Blasebälgen versehen waren, wurde das Erz nach einer drei- bis vierstündigen „Zerenne“ zu einem etwa 175 kg schweren glühenden Klumpen aus rohem weichem Eisen und Kohleresten verschmolzen. Während des Verhüttungsprozesses wurde die flüssige Schlacke, die noch bis zu 50 % Eisen enthielt, immer wieder abgelassen. Das Eisen wurde bei diesem Prozess nicht flüssig wie in einem Hochofen, sondern blieb ein „teigiger“ und poröser Klumpen. Dieser historisch Luppe genannte Klumpen, wegen seiner porösen Konsistenz auch als Eisenschwamm bezeichnet, wurde zunächst per Hand durch Vorschlaghämmer verdichtet. Darauf wurde das Eisen meist mit dem maschinellen Schwanzhammer oder Vorschlaghämmer mehrfach ausgeschmiedet, bis sämtliche Schlacke und Kohlereste entfernt waren. Dazu wurde das Eisen in einer Esse, Löschfeuer bzw. Schmiedeherd oder Wellfeuer genannt, erhitzt. Das ausgeschmiedete Eisen konnte anschließend als weiches Schmiedeeisen direkt weiterverwendet werden. Ein nachfolgender Vergütungsprozess wie das Frischen beim Hochofenverfahren war nicht notwendig. Bei der Erhitzung im Wellfeuer entstand zudem flüssiges Deucheleisen, das sich im Boden des Wellherdes ansammelte. Dieser „zwiegeschmolzene Deuchel“ wurde gesondert gehandelt und verarbeitet.
Das entstandene grobe Stabeisen wurde zum Teil extern in gesonderten kleinen Zainhammern zu dünnen Eisenstangen (bzw. starken Drähten), dem sogenannten Zaineisen ausgeschmiedet, das beispielsweise von Nagelschmieden zur Herstellung von Nägeln benötigt wurde. Eine Weiterverarbeitung zum sogenannten Gärbstahl (Raffinierstahl), elastischer Stahl, wie er z. B. für Degenklingen benötigt wurde, wurde durch spezialisierte Raffinierhämmer oder durch Schmiede vor Ort durchgeführt.

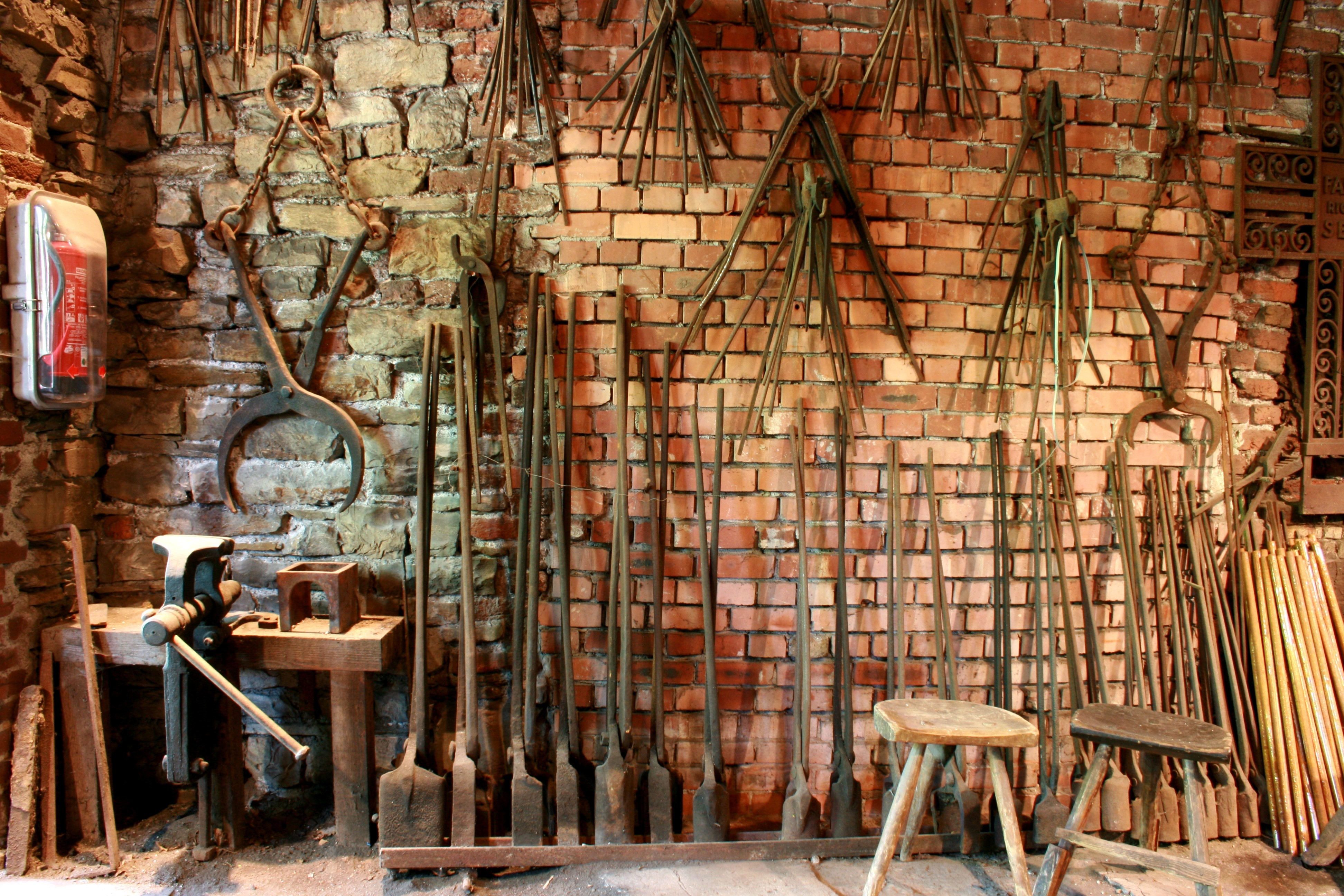
Inneres des Bremecker Hammers

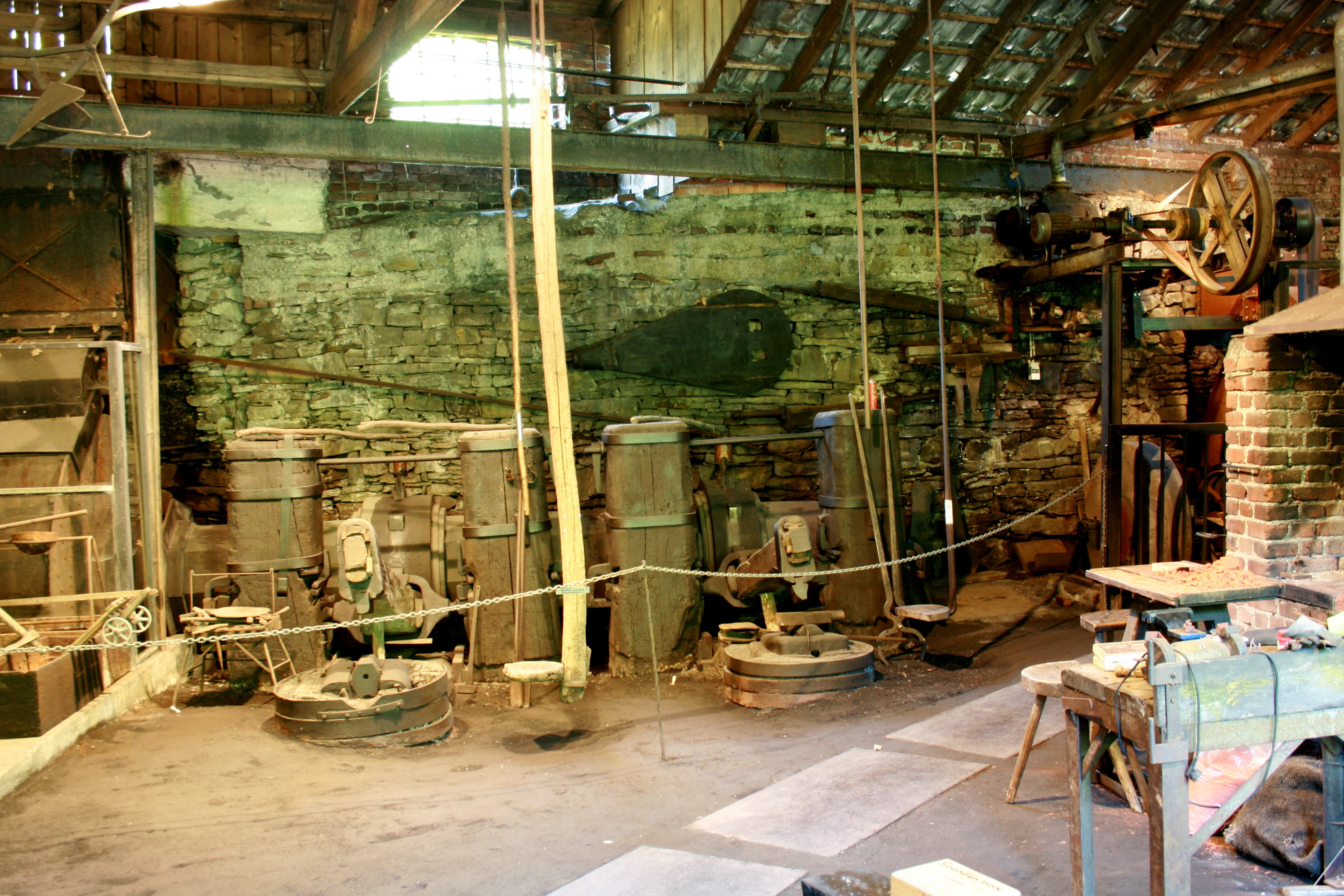
Innenansicht des Bremecker Hammers

Bereits für das 13. Jahrhundert gilt, dass ein Eisenhammer in der Regel die Vereinigung einer Schmelzhütte und einer Weiterverarbeitungsstätte war. Es gab aber auch Fälle, wo nur eine Schmelzhütte betrieben wurde (z. B. das Eisenwerk Pielenhofen) und die Luppe an weiterverarbeitende Hütten gegeben wurde. Das bedingte auch das Aussehen einer Hammerhütte: Charakteristisch waren die zumeist zwei Schornsteine: einer zum Abzug des Rauches aus dem Rennofen, welcher der Gewinnung des Roheisens diente, der andere für den Schmiedeofen zum Ausschmieden unter dem wasserbetriebenen Hammer. Hinzu kamen zwei (oder mehr) Wasserräder zum Antrieb der Blasebälge und der Schmiedehämmer. Das Innere einer Hammerstatt bestand aus den beiden genannten Herden, den aus Holz und Schweineleder gefertigten Blasbälgen, einem oder mehreren wasserbetriebenen Schwanzhämmern mit je einem Hammerstock, kleineren und größeren Ambossen sowie einer Vielzahl weiterer Handwerks- und Schmiedegerätschaften.
Die reichen Besitzer von Hammerschmieden, vor allem entlang der heutigen Bayerischen Eisenstraße und Österreichischen Eisenstraße („Schwarze Grafen“ genannt), bauten sich neben ihren Hammerschmieden repräsentative Herrenhäuser, die sogenannten Hammerschlösser.

## Beschäftigte eines Hammerwerks
Ein Hammer war im Besitz eines Hammerherrn. Dieser kam oft zu Ansehen, nahm wichtige lokale Funktionen (Bürgermeister, Ratsmitglied) wahr und stieg bisweilen auch in den niederen Adel auf (z. B. die Sauerzapf oder die Moller von Heitzenhofen).
Für den Betrieb eines Hammers war zumeist ein „Hüttkapfer“ angestellt, der als Hammermeister oder Aufseher die Arbeitsabläufe einer Hütte organisierte. Wurden mehrere Schmelzfeuer betrieben, musste auch ein Schichtmeister angestellt werden.
Die nächstwichtige Person war der „Zerenner“ (auch „Zerennmeister“ genannt), der für die richtige Beschickung des Schmelzofens mit Holzkohle und Erz und den Anstich verantwortlich war. Von seiner Kunstfertigkeit und der Genauigkeit seines Arbeitens hing die Menge und die Qualität des gewonnenen Eisens ab. Ihm arbeiteten ein oder mehrere „Zerennknechte“ zu, die Erz und Kohle in die Hütte brachten, die Eisenluppe dem Ofen entnahmen und die beim Schmelzprozess anfallende Schlacke abtransportierten.
Eine Hütte beschäftigte auch einen oder mehrere „Handpreu“ (auch „Handprein“ genannt); das waren in einem Hammer beschäftigte Gehilfen. Einer davon war der „Hauer“ oder „Kohlzieher“, der für die Bereitstellung von Holzkohle verantwortlich war.
An dem Wellherd und dem Schwanzhammer arbeitete ein Schmiedmeister mit einem oder mehreren Schmiedknechten. Diese schmiedeten die Luppe in handelsübliche Eisenschienen oder Stäbe um.
Eine offizielle Funktion nahm der „Kohlmesser“, auch „Kohlvogt“ genannt, ein. Jeder Hammerherr musste die Menge der angelieferten und verarbeiteten Kohle durch einen bestellten Kohlemesser erfassen lassen. Wurde dies nicht gemacht, drohten empfindliche Strafen. Die Kohlenmenge wurde in ein Kerbholz eingetragen, dessen eine Hälfte der Hammerherr, die andere der Köhler bekam, um gegenüber dem Förster eine genaue Abrechnung machen zu können. Die Kohlmesser wurden vereidigt und durften unter Strafandrohung die Kohlen nur nach den geeichten Maßen messen. Dies war wichtig, da den Hammerherrn aus den herrschaftlichen Wäldern ein bestimmtes Deputat an Holzkohle, gemessen in Kübeln und Wehrungen zur Verfügung gestellt wurde.
Ein Eisenhammer musste weitere Knechte sowie einen oder mehrere Fuhrknechte anstellen, um den Betrieb am Laufen zu halten. Bisweilen wurden auch Köhler, „Meuchelbrenner“ genannt, bei einem Hammer angestellt. Man kann von mindestens acht in einem Eisenhammer beschäftigten Personen ausgehen, wobei sich diese Zahl auch auf 80 erhöhen konnte (z. B. für den Hammer Heitzenhofen).

## Verbreitung
Bei den Hammerwerken muss man zwischen eisenerzeugenden und eisenverarbeitenden Anlagen unterscheiden. Zu den ersteren gehören die Schien- und Stabhämmer, zu den letzteren die Blech-, Draht-, Zain-, Reck-, Raffinier- und Kugelhämmer sowie die Zeug- und Waffenhämmer.
Geographisch waren die Eisenhämmer vom Vorhandensein der Wasserkraft (siehe Hammermühle) abhängig. Gleichzeitig mussten Wälder die Gewinnung großer Mengen von Holzkohle garantieren. Darüber hinaus musste es in der näheren Umgebung Eisenerzvorkommen geben, um kurze Transportwege des eisenhaltigen Gesteins bis zur Verhüttung zu ermöglichen. 
Viele Ortschaften oder Ortsteile sind heutzutage nach Hammerschmieden bzw. Hammermühlen benannt, die dort früher existierten.

### Deutschland
Weit verbreitet waren Eisenhämmer seit dem späten Mittelalter
- im Bergischen Land (mit weit mehr als hundert Anlagen[11]),
- in der Oberpfalz, besonders in der Nähe der Städte Amberg und Sulzbach,
- im Thüringer Wald: Lauterhammer und Niederhammer in Suhl schon 1363, Tobiashammer in Ohrdruf (später auch Kupferhammer bzw. Kupfermühle),
- im Fichtelgebirge,
- im Erzgebirge und im Vogtland: 1352 Hammer in Pleil, um 1380 Hammer Erla, Eisenhammer Dorfchemnitz,  Frohnauer Hammer, Eisenhammer in Niederauerbach,
- im Harz,
- im Siegerland an der Sieg (heute um Siegen),
- im Sauerland um Hagen, siehe auch Hammerwerke im Sauerland,
- im Lahn-Dill-Gebiet und an der oberen Eder.

In diesen Gegenden gab es Eisenvorkommen, die mit den damaligen Mitteln abzubauen waren. Eine hohe Dichte mit mehreren hundert Anlagen gab es im Wupperviereck.
Die Oberpfalz war eines der europäischen Zentren, was ihr auf Grund der vielen Hammerwerke den Beinamen „Ruhrgebiet des Mittelalters“ einbrachte. Ortsnamen mit Namensendung -hammer sind in dieser Gegend sehr häufig. Der zu einem Eisenhammer gehörende Herrschaftssitz wird als Hammerschloss bezeichnet. Diese meist unscheinbaren Schlossanlagen, die als Sitz der Hammerherren dienten, befinden sich in der Regel in unmittelbarer Nähe des Hammerwerks. Bedeutende Hammerschlösser gibt es entlang der Bayerischen Eisenstraße, so in Theuern, Dietldorf und Schmidmühlen.

### Österreich
In Österreich waren die Eisenhämmer vor allem in der Eisenwurzen entlang der Österreichischen Eisenstraße im Länderdreieck Niederösterreich – Steiermark – Oberösterreich (z. B. Ybbsitz) sowie in den obersteirischen Tälern der Mur und Mürz und deren Seitentälern verbreitet. Die Sitze der dortigen Hammerherren (Schwarze Grafen) werden als Hammerherrenhäuser bezeichnet. Ein besonders gut erhaltenes Objekt ist die Hammerschmiede Pehn in Aggsbach Dorf (NÖ, Wachau), die als einzige rein mit Wasserkraft betrieben wird.

### Schweiz
In der Schweiz haben sich 15 Hammerschmieden erhalten.

## Produkte
Typische Produkte der Eisenhämmer waren
- Stabeisen,
- Schienen,
- Schwarzblech,
- Weißblech und
- Drähte.

Diese Produkte gelangten als Halbzeuge so in den Handel, wurden aber teilweise auch im Erzeugerwerk selbst zu Endprodukten wie Sensen, Sicheln, Schaufeln, Waffen, oder Gezähe weiterverarbeitet.

## Bekannte Eisenhämmer

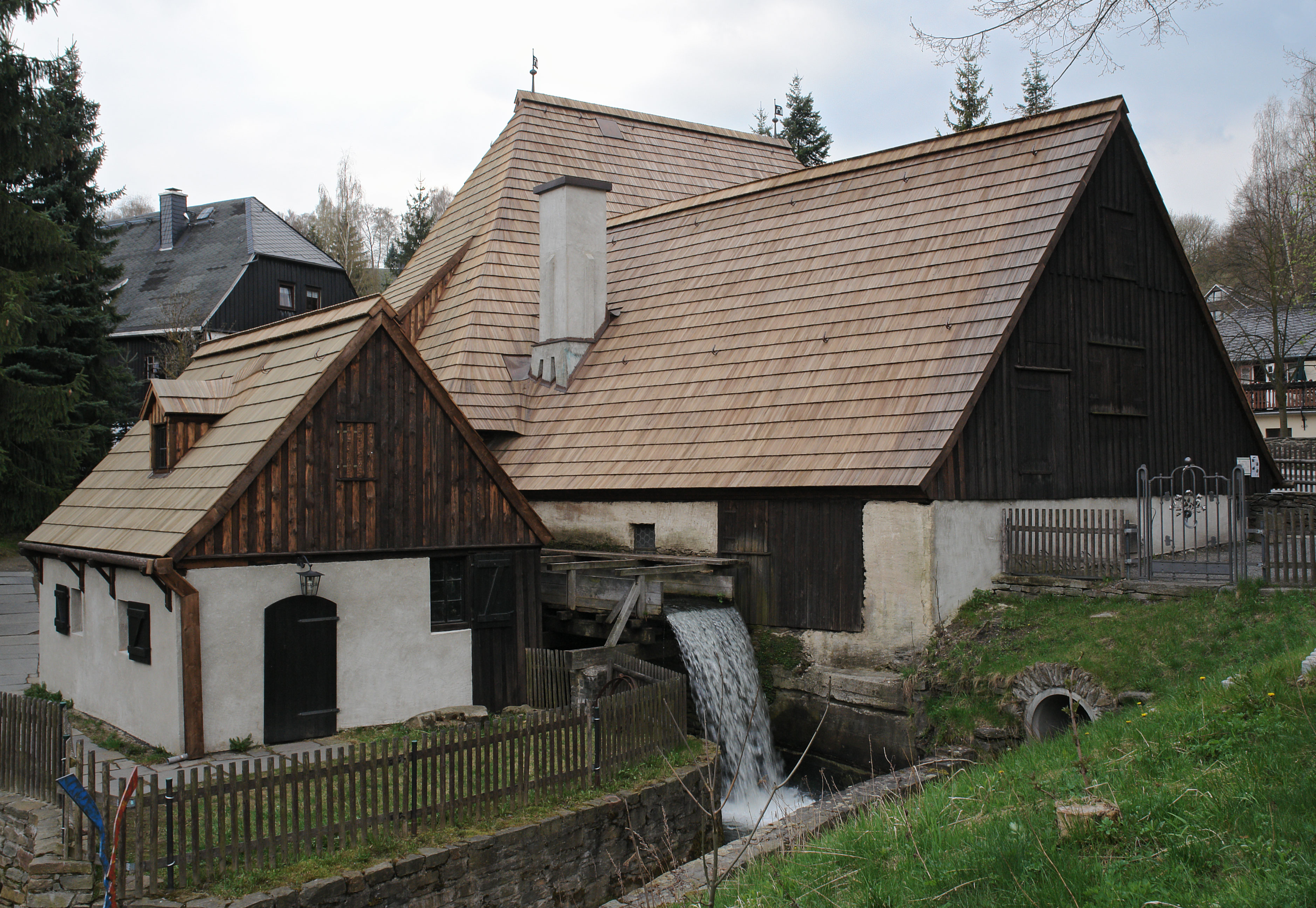
Außenansicht des Frohnauer Hammers

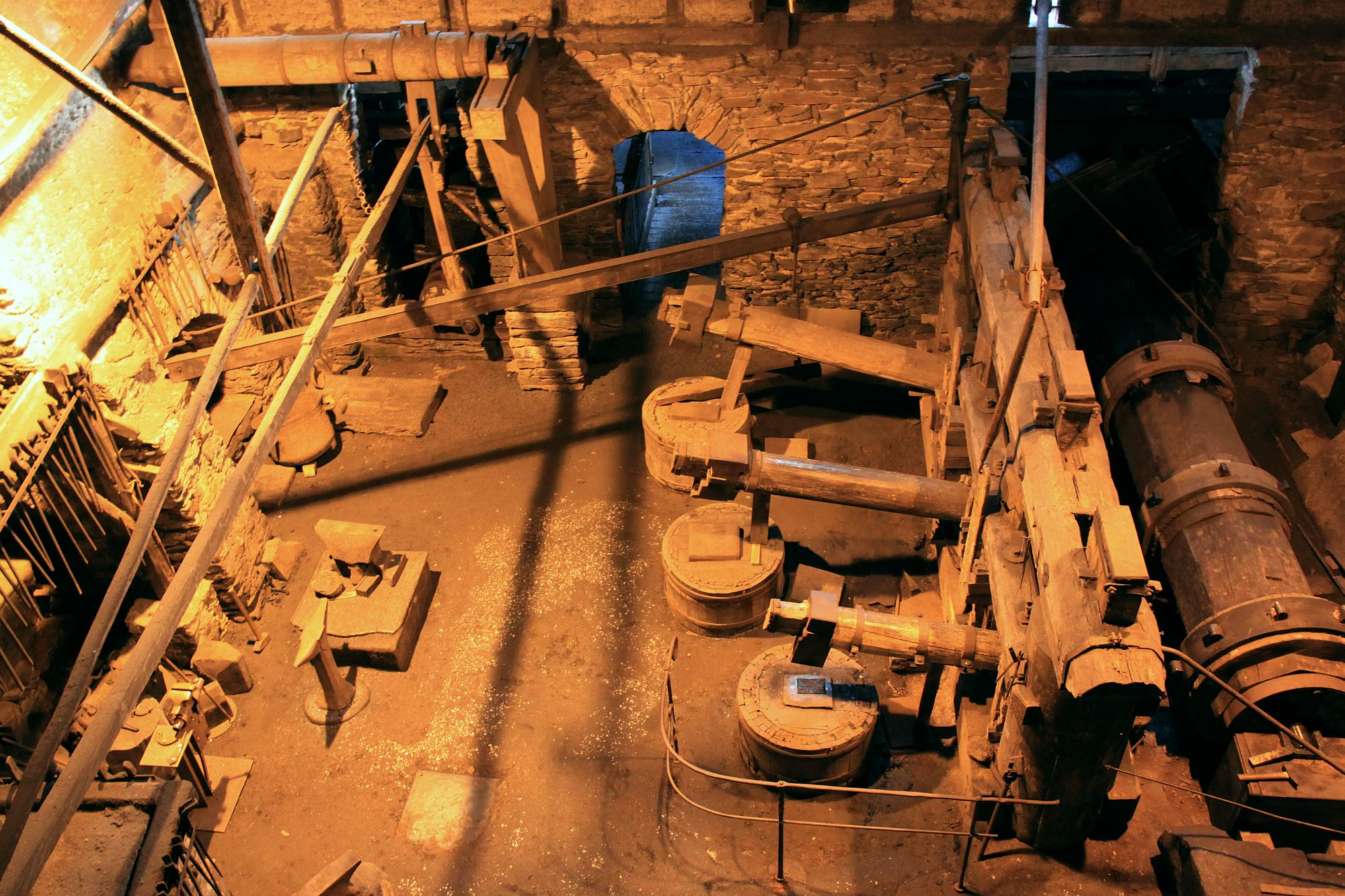
Innenansicht der Schmiede des Frohnauer Hammers inklusive Hammerwelle, drei Schwanzhämmern und Gestänge der Blasebälge

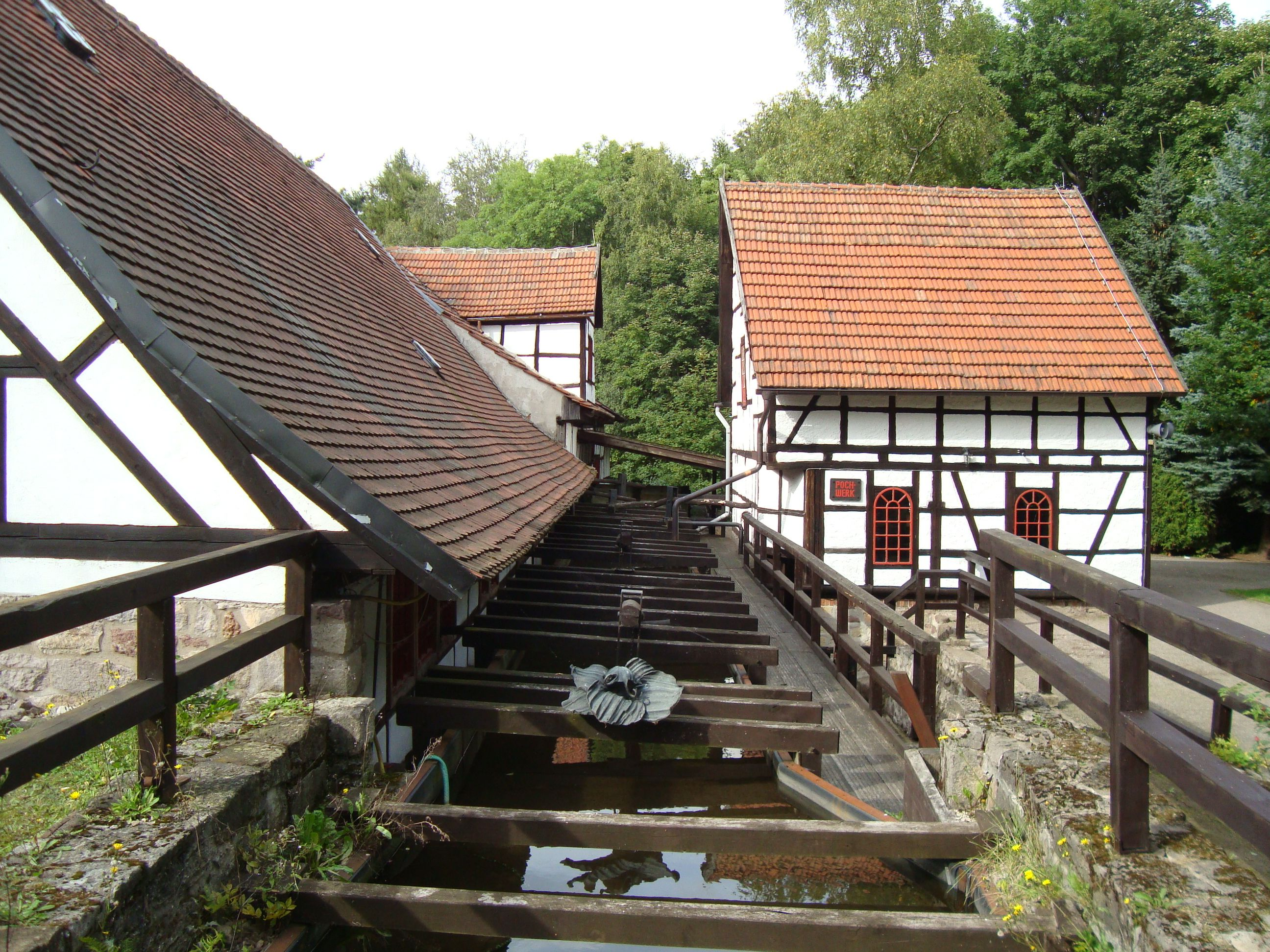
Tobiashammer

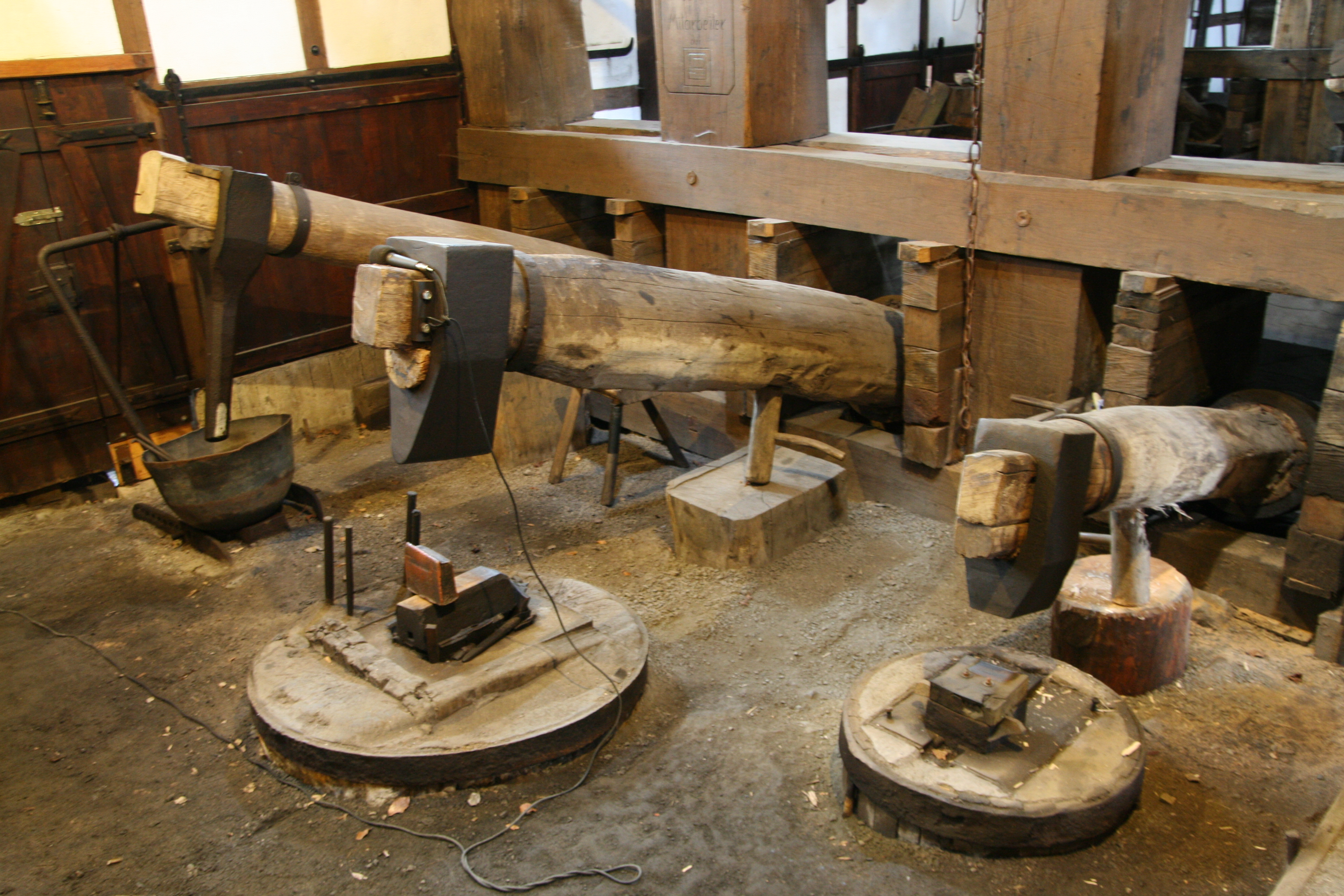
Schwanzhämmer im Tobiashammer

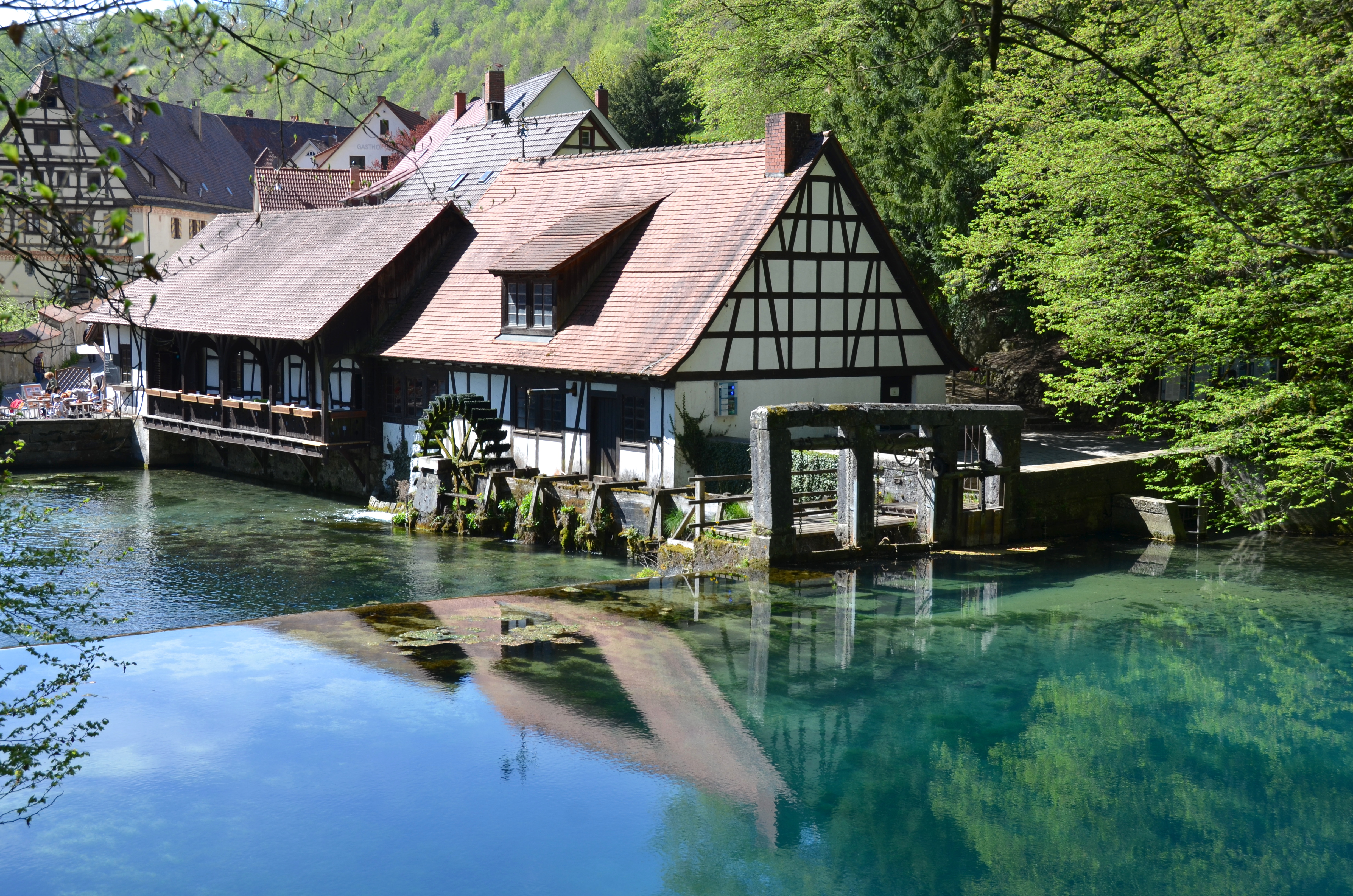
Historische Hammerschmiede in Blaubeuren

Die hier aufgeführten Anlagen sind überwiegend erhalten und der Öffentlichkeit als Museum zugänglich.

### Deutschland
Erzgebirge
- Eisenhammer Dorfchemnitz (Museum)
- Eisenwerk Erla
- Freibergsdorfer Hammerwerk (öffentlich zugänglich)
- Frohnauer Hammer (Museum)
- Pfeilhammer

Bayerische Eisenstraße
Die Bayerische Eisenstraße ist eine bedeutende und geschichtsträchtige Ferienstraße in Süddeutschland, die auf 120 km Länge zahlreiche historische Industriestätten aus mehreren Jahrhunderten mit Kultur- und Naturdenkmälern verbindet. Ein Teil davon ist der Sulzbacher Bergbaupfad. Die Bayrische Eisenstraße verläuft entlang alter Verkehrswege von der Nürnberger Region bei Pegnitz in südliche Richtung bis Regensburg und verbindet die einstigen Eisenzentren von Ostbayern, nämlich die Reviere Pegnitz, Auerbach, Edelsfeld, Sulzbach-Rosenberg und Amberg. Von dort wird sie zu einem etwa 60 km langen Wasserweg auf den Flüssen Vils und Naab bis zu deren Mündung in die Donau bei Regensburg.
Franken
- Eisenhammer in Eckersmühlen (Museum)
- Hammerschmiede an der Gronach bei Gröningen (Satteldorf), Hohenlohe

Niederlausitz
- Eisenhütten- und Hammerwerk in Peitz (Museum)

Oberbayern
- Hammerschmiede (Burghausen)
- Hammer- und Glockenschmiede in Ruhpolding (Museum)

Oberbergisches Land
- Oelchenshammer (Museum)

Oberpfalz
- Gaisthaler Hammer
- Das Bergbau- und Industriemuseum Ostbayern in Theuern (Gemeinde Kümmersbruck) ist ein überregional bedeutendes Museum, das den Bergbau und die Industrie des gesamten ostbayerischen Raumes erforscht und dokumentiert. Das Museum wurde 1978 im ehemaligen Hammerherrenschloss Theuern eingerichtet. Das Museumsareal umfasst neben dem Schloss drei weitere regionaltypische Industriedenkmäler, die nach Theuern übertragen wurden. Eine der Außenanlagen des Museums ist das Hammerwerk Staubershammer. Das Werk wurde 1973 in der Nähe von Auerbach abgebrochen und in Theuern original wieder aufgebaut. Seine Betriebseinrichtung stammt zum großen Teil aus dem Ende des 19. Jahrhunderts.
- Eisenhammer Edlhausen
- Eisenhammer Schellhopfen

Ruhrgebiet
- Deilbachhammer (Museum)

Sauerland
- Bremecker Hammer Lüdenscheid (Museum)
- Luisenhütte (Museum)
- Oberrödinghauser Hammer (Museum)
- Wendener Hütte (Museum)

Schwäbische Alb
- historische Hammerschmiede in Blaubeuren (Museum)

Schwarzwald
- Museum Geiserschmiede in Bühlertal

Spessart
- Eisenhammer in Hasloch (Museum)

Thüringer Wald
- Tobiashammer (Museum)

Thüringen
- Eisenhammer Weida (Museum, funktionstüchtiges Schaudenkmal)

Weserbergland
- historische Hammerschmiede in Dassel (Museum)
- Unterer Eisenhammer Exten (Museum)
- Hammermühle in Dinkelsbühl, Mittelfranken
- Hammermühle in Moosbach, Oberpfalz
- Hammerschmiede Grafing
- Augsburg-Hammerschmiede
- Hammerschmiede Scholl in Bad Oberdorf
- Hammerschmiede Neue Welt, Münchenstein
- Tobiashammer in Ohrdruf (später auch Kupferhammer bzw. Kupfermühle)
- Freibergsdorfer Hammer
- Hammerschmiede Schwabsoien
- Frohnauer Hammer

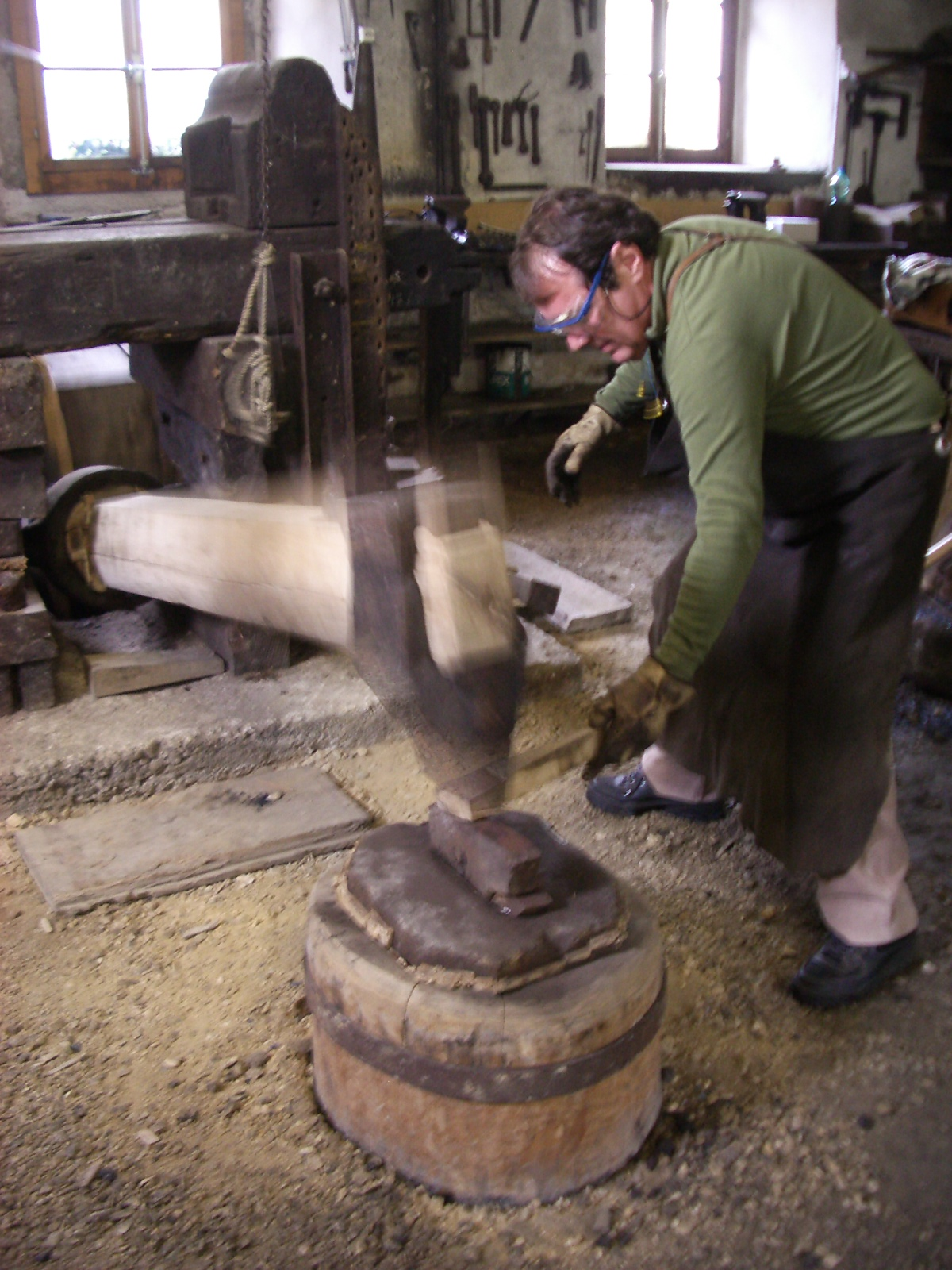
Hammerschmiede in Corcelles BE, Schweiz
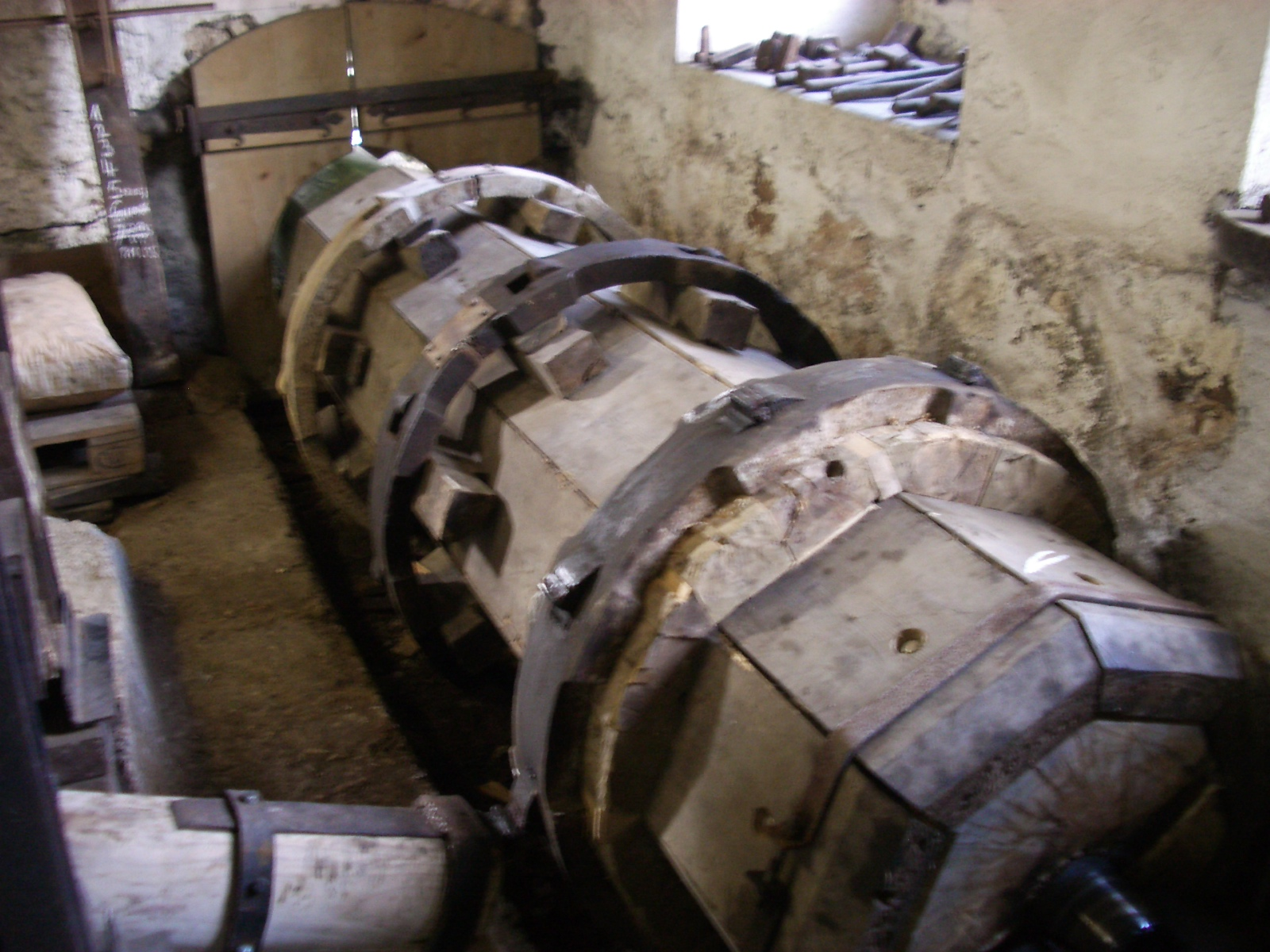
Nockenwelle der Hammerschmiede in Corcelles
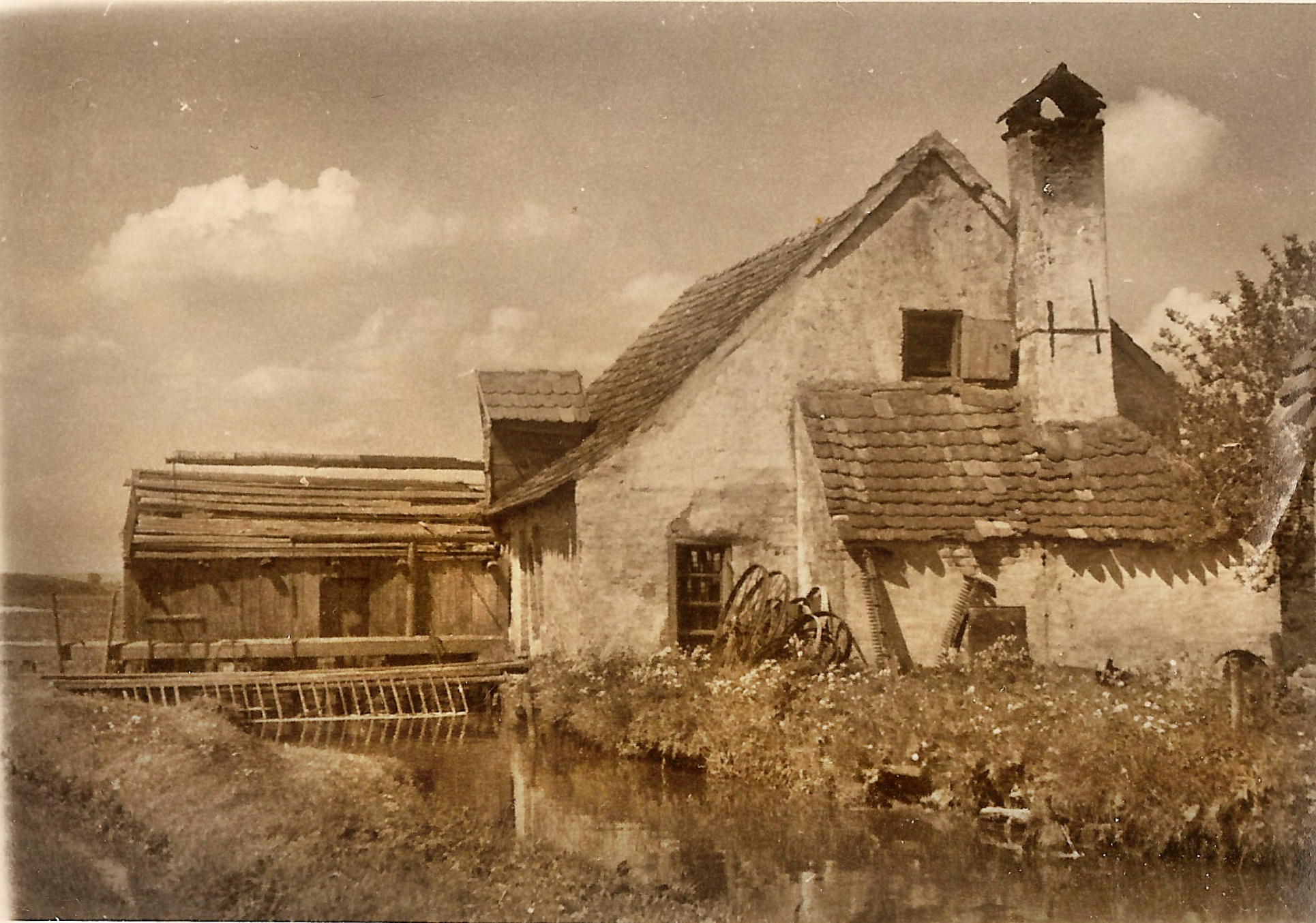
Eine Hammerschmiede in Amendingen (um 1930)

### Österreich
Waldviertel, Wachau, Niederösterreich;
- Schmiedemuseum Arbesbach
- Hammerschmiede Pehn in Aggsbach Dorf

Österreichische Eisenstraße
- Zwischen Lassing (Gemeinde Göstling) und Hollenstein an der Ybbs liegt das Hammerbachtal. Hier können die Überreste seinerzeitiger Hammerwerke besichtigt werden, und zwar der Hof-Hammer, der Wentsteinhammer, die Pfannschmiede und der Treffenguthammer
- Entlang der Schmiedemeile in Ybbsitz gibt es mehrere Hammerwerke, den Fahrngruber-Hammer, das Hammerwerk Eybl mit Künstlerwerkstatt, den Strunz-Hammer und den Einöd-Hammer. Das einzigartige Kulturensemble zur Eisen- bzw. Metallverarbeitung wurde 2010 in das Verzeichnis des immateriellen Kulturerbes in Österreich aufgenommen. (Siehe auch: Schmieden in Ybbsitz[15])
- In Vordernberg kann man neben historischen Hochöfen (Radwerken) auch die Lehrfrischhütte besichtigen. Diese vermittelt die Atmosphäre einer alten Schmiede, deren noch voll funktionsfähiger Schwanzhammer von einem Wasserrad angetrieben wird. Dieser Hammer wird vornehmlich zum Schauschmieden verwendet.

## Rezeption
In der Literatur hat der Eisenhammer seinen festen Platz durch Friedrich Schillers Ballade Der Gang nach dem Eisenhammer (1797) erhalten, die von Bernhard Anselm Weber für den Schauspieler August Wilhelm Iffland als großes Orchestermelodram vertont und später dann von Carl Loewe als durchkomponierte Ballade bearbeitet wurde.